# Ruralità
Ruralità è un concetto nel quale sono definiti quegli spazi geografici, culturali e sociali del mondo contadino in antitesi con il concetto di urbanizzazione.
I territori vocati sia di pianura, collina o montagna sono caratterizzati da economie agricole dedite a coltivazioni, allevamento e forestazione. Attualmente a volte il termine rurale viene usato come sinonimo di agricolo, di campagna, territorio marginale, zona depressa.
La definizione OCSE del 2013 ha cercato di definire dei parametri istituzionali per circoscrivere le aree rurali basati sulla bassa presenza demografica.
Nel 2007 la popolazione umana urbana ha superato il numero della popolazione rurale.